# Малинівська сільська рада (Літинський район)
| Малинівська сільська рада — колишній орган місцевого самоврядування у Літинському районі Вінницької області з адміністративним центром у с. Малинівка. Сільській раді підпорядковані населені пункти: - с. Малинівка - с. Балин - с. Вишенька - с. Петрик |

## Склад ради
Рада складалася з 16 депутатів та голови.

## Керівний склад сільської ради
| ПІБ                       | Основні відомості                                                         | Дата обрання | Дата звільнення |
| ------------------------- | ------------------------------------------------------------------------- | ------------ | --------------- |
| Головащенко Олег Іванович | Сільський голова, 1976 року народження, освіта                            | 26.03.2006   | 31.10.2010      |
| Головащенко Олег Іванович | Сільський голова, 1976 року народження, освіта вища, член Партії регіонів | 31.10.2010   |                 |

Примітка: таблиця складена за даними джерела